# Lithophane cypriaca
Lithophane cypriaca là một loài bướm đêm trong họ Noctuidae.